# Woonsocket (Dakota del Sud)
Woonsocket è un comune (city) degli Stati Uniti d'America e capoluogo della contea di Sanborn nello Stato del Dakota del Sud. La popolazione era di 655 abitanti al censimento del 2010.

## Geografia fisica
Secondo lo United States Census Bureau, la città ha una superficie totale di 2,05 km², dei quali 2,02 km² di territorio e 0,03 km² di acque interne (1,39% del totale).

## Storia
Woonsocket fu sviluppata nel 1883 come città ferroviaria grazie alla sua posizione all'incrocio sulla Chicago, Milwaukee, St. Paul and Pacific Railroad. C.H. Prior, il sovrintendente della ferrovia, chiamò la città Woonsocket come la sua città natale di Woonsocket, nel Rhode Island. La città fu incorporata nel 1888.

## Società

### Evoluzione demografica
Secondo il censimento del 2010, la popolazione era di 655 abitanti.

### Etnie e minoranze straniere
Secondo il censimento del 2010, la composizione etnica della città era formata dal 98,32% di bianchi, lo 0% di afroamericani, lo 0,31% di nativi americani, lo 0,31% di asiatici, lo 0% di oceanici, lo 0,46% di altre razze, e lo 0,61% di due o più etnie. Ispanici o latinos di qualunque razza erano l'1,53% della popolazione.